# Bruno Ntep
Bruno Ntep (Parigi, 8 novembre 1980) è un taekwondoka francese.

## Palmarès

### Mondiali di taekwondo
- Bronzo a Campionati mondiali di taekwondo 2005

### Europei di taekwondo
- Oro a Campionati europei di taekwondo 2004
- Bronzo a Campionati europei di taekwondo 2006